# Горні-Вакуф-Ускопле (громада)
Горні-Вакуф-Ускопле (хорв. і босн. Opština Gornji Vakuf-Uskoplje, серб. Општина Горњи Вакуф-Ускопље) — боснійська громада, розташована в Середньобоснійському кантоні Федерації Боснії і Герцеговини. Адміністративним центром є місто Горні-Вакуф-Ускопле.
| Боснія і Герцеговина | Це незавершена стаття з географії Боснії і Герцеговини. Ви можете допомогти проєкту, виправивши або дописавши її. |